# Modugno Città
Modugno Città (wł. Stazione di Modugno Città) – stacja kolejowa w Modugno, w prowincji Bari, w regionie Apulia, we Włoszech. Znajduje się na linii Bari – Taranto.
Według klasyfikacji RFI stacja ma kategorię brązową.

## Linie kolejowe
- Bari – Taranto

## Usługi
Stacja wyposażona jest w:
- Kasy biletowe
- Automaty biletowe
- Poczekalnia
- Automat z przekąskami
- Kiosk
- Toaleta